# Tumauini
Tumauini (Bayan ng Tumauini) es un municipio filipino de primera categoría perteneciente a la provincia de La Isabela en la Región Administrativa de Valle del Cagayán, también denominada Región II.

## Geografía
Tiene una extensión superficial de 467.30 km² y según el censo del 2007, contaba con una población de 55.041  habitantes y ? hogares; 58.463 habitantes el día primero de mayo de 2010
Situado al norte de la provinicoa en la margen derecha del río Grande de Cagayán, sus municipios vecinos son Cabagán, Divilicán, Ilagán, Delfino Albano y Santo Tomás.

### Barangayes
Tumauini, desde un punto de vista administrativo, se divide en 46 barangayes o barrios, 41 de carácter rural y solamente 5 son urbanos.
| - Annafunan - Antagan I - Antagan II - Arcon - Balug - Banig - Bantug - Distrito 1 (Población) - Distrito 2 (Población) - Distrito 3 (Población) - Distrito 4 (Población) - Bayabo del Este - Caligayan - Camasi | - Carpentero - Compañía - Cumabao - Fermeldy (Hacienda de San Francisco) - Fugu de Abajo - Fugu del Norte - Fugu del Sur - Lalauanan - Lanna - Lapogan - Lingaling - Liwanag - Malamag del Este - Malamag del Oeste - Maligaya - Minanga | - Moldero - Namnama - Paragu - Pilitan - San Mateo - San Pedro - San Vicente - Santa - Santa Catalina - Santa Visitación (Maggayu) - Santo Niño - Sinippil - Sisim de Abajo - Sisim de Arriba - Tunggui - Ugad |

## Patrimonio

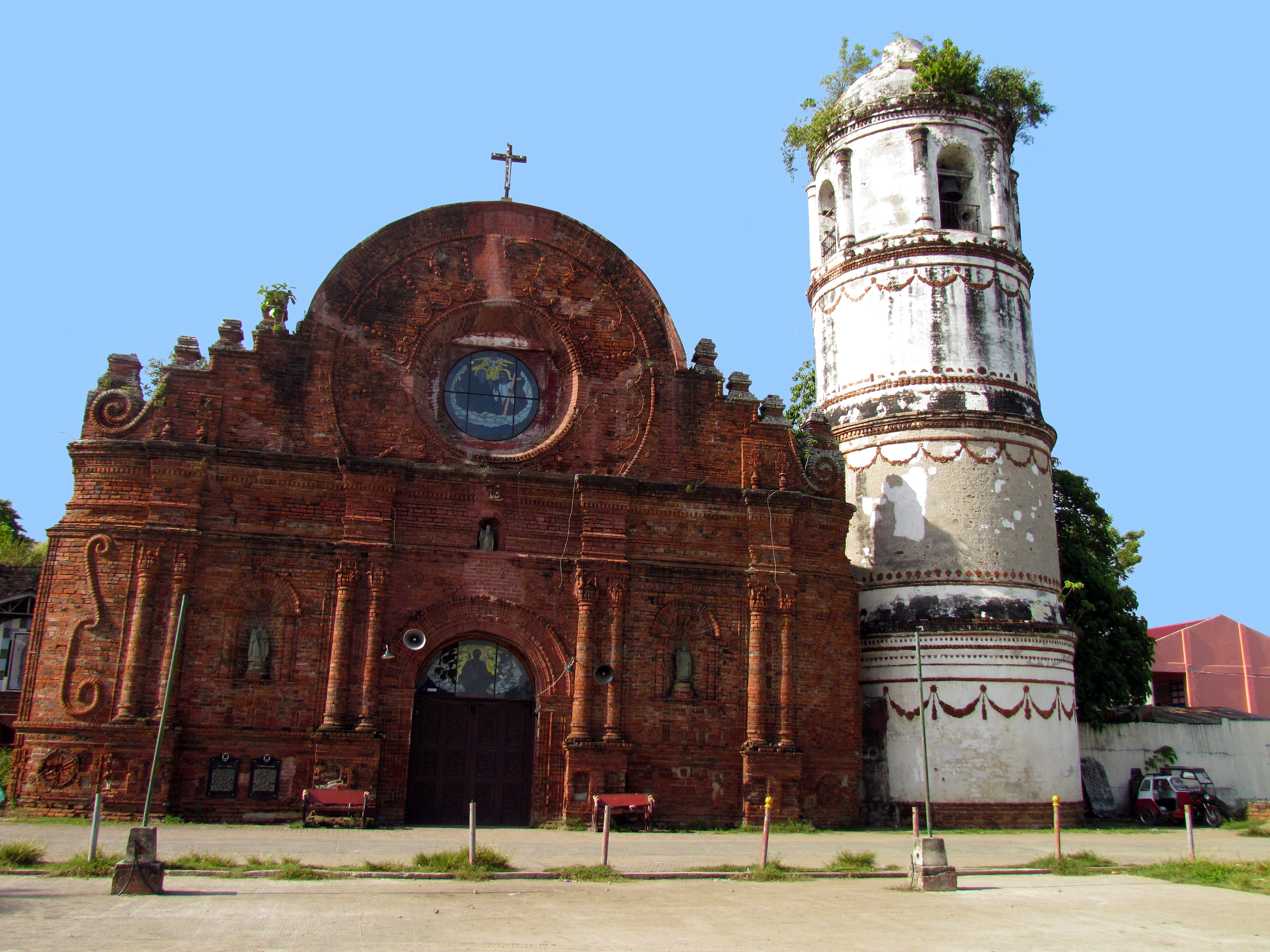
Iglesia barroca de San Matías

Tumauini es conocida por la iglesia de San Matías, que desde el año 2006 figura en la lista de sugerencias para su inclusión en la Lista del Patrimonio Mundial de la UNESCO, formando parte del grupo de Iglesias barrocas de Filipinas.

Edificio construido en la década de 1780 por los dominicos, se tata del conjunto mejor conservado en Isabela, aunque su convento está en ruinas.